# Iris subdecolorata
Iris subdecolorata är en irisväxtart som beskrevs av Aleksei Ivanovich Vvedensky. Iris subdecolorata ingår i släktet irisar, och familjen irisväxter. Inga underarter finns listade i Catalogue of Life.